# پیتر پشل
پیتر پشل (انگلیسی: Peter Peschel؛ زادهٔ ۲۶ ژانویهٔ ۱۹۷۲) بازیکن فوتبال اهل آلمان است.
از باشگاه‌هایی که در آن بازی کرده‌است می‌توان به باشگاه فوتبال دویسبورگ، باشگاه فوتبال بوخوم، و باشگاه فوتبال یان رگنسبورگ اشاره کرد.